# أيزو 14000
ISO 14000 عائلة من المعايير ذات الصلة للإدارة البيئية الموجودة لمساعدة المنظمات (أ) تقليل كيفية تأثير العمليات (الأعمال الصناعية، إلخ.) سلبا على البيئة (أي تسبب تغيرات سلبية في الهواء أو الماء أو الأرض)؛ (ب) الامتثال للقوانين المعمول بها واللوائح الأخرى الموجهة بيئيا؛ و (ج) تحسن مستمر في النقاط السابقة.
ISO 14000 مشابه ل ISO 9000 وإدارة الجودة في أن كلا منها تتعلق بعملية كيفية إنتاج المنتج وليس المنتج نفسه. كما هو الحال مع ISO 9001 شهادة تتم عن طريق طرف ثالث من منظمات أخرى بدلا من أن تمنح من قبل ISO مباشرة. فإن ISO 19011 وISO 17021 تطبيق معايير التدقيق عند مراجعة يجري تنفيذها.
متطلبات ISO 14001 هي جزء لا يتجزأ من الاتحاد الأوروبي والإدارة البيئية وخطة التدقيق (EMAS). إن هيكل ومحتوى «إيماس» أكثر تطلبا، خاصة فيما يتعلق بتحسين الأداء، والامتثال القانوني، وواجبات التقارير. الإصدار الحالي من ISO 14001 ISO 14001:2015, والتي نشرت في أيلول / سبتمبر 2015.

## موجز تاريخ نظم الإدارة البيئية
في آذار / مارس 1992، BSI Group نشرت لأول مرة في العالم نظم الإدارة البيئية القياسية BS 7750 كجزء من استجابة للمخاوف المتزايدة بشأن حماية البيئة. وقبل ذلك الإدارة البيئية كانت جزءا من أكبر أنظمة مثل «الرعاية المسؤولة». BS 7750 الموردة القالب لتطوير سلسلة ISO 14000 في عام 1996، التي لديها تمثيل ISO اللجان في جميع أنحاء العالم. اعتبارًا من 2017أكثر من 300,000 شهادات ISO 14001 يمكن العثور عليها في 171 بلدا.
قبل تطوير سلسلة ISO 14000، طورت المنظمات طواعية أنظمة الإدارة البيئية الخاصة بها، ولكن هذا جعل مقارنات الآثار البيئية بين الشركات صعبة؛ لذلك، تم تطوير سلسلة ISO 14000 العالمية. يتم تعريف نظام الإدارة البيئية بواسطة ISO على النحو التالي: "جزء من نظام الإدارة الشامل، والذي يتضمن الهيكل التنظيمي، وأنشطة التخطيط، والمسؤوليات، والممارسات، والإجراءات، والعمليات، والموارد لتطوير، وتنفيذ، وتحقيق، والحفاظ على السياسة البيئية.

## معيار ISO 14001
تحدد المواصفة ISO 14001 معايير نظام الإدارة البيئية. لا تنص على متطلبات الأداء البيئي، بل تحدد إطارًا يمكن لشركة أو مؤسسة اتباعه لإعداد نظام EMS فعال. يمكن استخدامه من قبل أي منظمة ترغب في تحسين كفاءة الموارد وتقليل الفاقد وتخفيض التكاليف. يمكن أن يؤدي استخدام ISO 14001 إلى ضمان إدارة الشركة وموظفيها بالإضافة إلى أصحاب المصلحة الخارجيين بأن يتم قياس التأثير البيئي وتحسينه.
يمكن أيضًا دمج ISO 14001 مع وظائف إدارية أخرى ومساعدة الشركات في تحقيق أهدافها البيئية والاقتصادية.
ISO 14001، مثل معايير ISO 14000 الأخرى، هي اختيارية بهدف رئيسي هو مساعدة الشركات في تحسين أدائها البيئي بشكل مستمر والامتثال لأية تشريعات معمول بها. تحدد المنظمة أهدافها ومقاييس أدائها، ويسلّط المعيار الضوء على ما يجب على المنظمة القيام به للوفاء بتلك الأهداف، ورصد وقياس الموقف.
لا يركز المعيار على مقاييس وأهداف الأداء البيئي، ولكن للمؤسسة. يمكن تطبيق المعيار على مجموعة متنوعة من المستويات في العمل، من المستوى التنظيمي وصولاً إلى مستوى المنتج والخدمة.
تُعرف الأيزو 14001 كمعيار نظام إدارة عام، مما يعني أنه ملائم لأي منظمة تسعى إلى تحسين وإدارة الموارد بشكل أكثر فعالية. هذا يشمل:
- موقع واحد إلى الشركات الكبيرة المتعددة الجنسيات
- عالية المخاطر الشركات منخفضة المخاطر منظمات الخدمة
- صناعة، عملية، وقطاع الخدمات، بما في ذلك الحكومات المحلية
- جميع قطاعات الصناعة، بما في ذلك القطاعين العام والخاص
- الشركات المصنعة للمعدات الأصلية ومورديها

### ISO 14001:2015
كل المعايير تتم مراجعتها دوريا من قبل ISO لضمان أنها لا تزال على تلبية متطلبات السوق. الإصدار الحالي هو ISO 14001:2015, وشهادة المنظمات أعطيت ثلاث سنوات من الفترة الانتقالية إلى التكيف مع نظام الإدارة البيئية إلى الطبعة الجديدة من المعيار. النسخة الجديدة من ISO 14001 يركز على تحسين الأداء البيئي بدلا من تحسين نظام الإدارة نفسها. فإنه يشمل أيضا العديد من التحديثات الجديدة التي تهدف جميعها إلى جعل الإدارة البيئية أكثر شمولية ذات الصلة سلسلة التوريد. واحدة من أهم التحديثات يسأل المنظمات إلى دراسة التأثير البيئي خلال كامل دورة الحياة، على الرغم من أن ليس هناك شرط في الواقع إكمال تحليل دورة الحياة. بالإضافة إلى ذلك، فإن التزامات الإدارة العليا وأساليب تقييم الامتثال كما تم تعزيزها. آخر تغيير كبير مرتبط ISO 14001 العامة نظام إدارة هيكل قدم في عام 2015، يسمى الهيكل رفيع المستوى. كل من ISO 9001 و 14001 استخدام هذا الهيكل نفسه، مما يجعل تنفيذ ومراجعة أكثر تجانسا. المعيار الجديد يتطلب أيضا صاحب الشهادة إلى تحديد المخاطر والفرص وكيفية معالجتها.

### المبادئ الأساسية والمنهجية

The PDCA cycle

المبادئ الأساسية ISO 14001 على أساس المعروفة خطط-نفذ-تحقق-قانون (PDCA) دورة.

#### الخطة: تحديد الأهداف والعمليات المطلوبة
قبل تنفيذ ISO 14001، يوصى بإجراء مراجعة أولية أو تحليل فجوات لعمليات ومنتجات المنظمة، للمساعدة في تحديد جميع عناصر العملية الحالية، وإذا أمكن، العمليات المستقبلية، التي قد تتفاعل مع البيئة، وتسمى «الجوانب البيئية». يمكن أن تشمل الجوانب البيئية كلاً من الجوانب المباشرة، مثل تلك المستخدمة أثناء التصنيع، وغير المباشرة، مثل المواد الخام. تساعد هذه المراجعة المنظمة في تحديد أهدافها وأهدافها وغاياتها البيئية (التي ينبغي أن تكون قابلة للقياس بشكل مثالي)؛ يساعد في تطوير إجراءات وعمليات التحكم والإدارة؛ ويعمل على إبراز أي متطلبات قانونية ذات صلة، والتي يمكن تضمينها في السياسة.

#### افعل: تنفيذ العمليات
خلال هذه المرحلة، المنظمة يحدد الموارد المطلوبة ويعمل بها أعضاء المنظمة المسؤولة عن EMS التنفيذ والمراقبة. وهذا يشمل وضع الإجراءات والعمليات، على الرغم من واحد فقط توثيق الإجراءات ذات الصلة على وجه التحديد إلى السيطرة على العمليات. إجراءات أخرى مطلوبة لتعزيز أفضل إدارة الرقابة على عناصر مثل الوثائق السيطرة التأهب لحالات الطوارئ والاستجابة لها، وتعليم الموظفين للتأكد من أنها يمكن أن تنفذ بكفاءة العمليات اللازمة وتسجيل النتائج. التواصل والمشاركة عبر جميع مستويات المنظمة، وخاصة الإدارة العليا هو جزء حيوي من مرحلة التنفيذ، مع فعالية نظم الإدارة البيئية التي تعتمد على المشاركة الفعالة من جميع الموظفين.

#### تحقق: قياس ومراقبة العمليات ونتائج التقرير
خلال «تحقق» مرحلة الأداء يتم رصدها بشكل دوري قياس للتأكد من أن المنظمة البيئية الأهداف والغايات. وبالإضافة إلى ذلك، تجرى عمليات المراجعة الداخلية في المخطط فترات للتأكد مما إذا كان EMS يلبي توقعات المستخدم وما إذا كانت العمليات والإجراءات يجري الحفاظ على نحو كاف ورصدها.

#### العمل: العمل على تحسين أداء الإدارة البيئية على أساس النتائج
بعد مرحلة التدقيق، يتم إجراء مراجعة إدارية لضمان تلبية أهداف نظام الإدارة البيئية، ومدى تلبية هذه الأهداف، وإجراء الاتصالات بشكل ملائم. بالإضافة إلى ذلك، تقوم المراجعة بتقييم الظروف المتغيرة، مثل المتطلبات القانونية، من أجل تقديم توصيات لمزيد من التحسين للنظام. يتم دمج هذه التوصيات من خلال التحسين المستمر: يتم تجديد الخطط أو وضع خطط جديدة، ويتقدم نظام الإدارة البيئية

#### عملية التحسين المستمر (CI)
تشجع ISO 14001 الشركة على تحسين أدائها البيئي باستمرار. وبصرف النظر عن الوضوح - الحد من الآثار البيئية الفعلية والممكنة السلبية - يتم تحقيق ذلك من خلال ثلاث طرق
التوسع: الحصول على تغطية المناطق التجارية بشكل متزايد من خلال EMS تنفيذها.
    التخصيب: الأنشطة، والمنتجات، والعمليات، والانبعاثات، والموارد، إلخ. على نحو متزايد تدار من قبل EMS تنفيذها.
    الارتقاء: تم تحسين الإطار الهيكلي والتنظيمي لنظام الإدارة البيئية، بالإضافة إلى تراكم المعرفة في التعامل مع القضايا البيئية التجارية.
بشكل عام، يتوقع مفهوم CI أن تتحرك المنظمة تدريجياً بعيداً عن مجرد إجراءات بيئية تشغيلية نحو نهج أكثر إستراتيجية حول كيفية التعامل مع التحديات البيئية.

### فوائد
ISO 14001 وضعت في المقام الأول إلى مساعدة الشركات مع إطار تحسين إدارة التحكم الذي يمكن أن يؤدي إلى الحد من آثارها البيئية. بالإضافة إلى تحسينات في أداء المنظمات يمكن أن تجني عدد من الفوائد الاقتصادية، بما في ذلك ارتفاع المطابقة مع المتطلبات التشريعية والتنظيمية من خلال اعتماد معيار ISO. عن طريق التقليل من خطر الغرامات المسؤولية التنظيمية والبيئية وتحسين كفاءة المنظمة، فوائد يمكن أن تشمل الحد من النفايات واستهلاك الموارد، وتكاليف التشغيل. ثانيا، كما معيار معترف به دوليا، والشركات العاملة في مواقع متعددة في جميع أنحاء العالم يمكن الاستفادة بهم المطابقة ISO 14001, مما يلغي الحاجة تسجيلات متعددة أو الشهادات. ثالثا: كان هناك دفع في العقد الماضي من قبل المستهلكين والشركات على اعتماد أفضل الضوابط الداخلية، مما يجعل من تأسيس ISO 14001 الذكية نهج على المدى الطويل من الشركات. هذا يمكن أن توفر لهم ميزة تنافسية ضد الشركات التي لا تعتمد معيار (Potoki & براكاش، 2005). وهذا بدوره يمكن أن يكون لها تأثير إيجابي على الشركة قيمة الأصول (فان دير Deldt, 1997). فإنه يمكن أن يؤدي إلى تحسين المفاهيم العامة من الأعمال، وتجعلهم في وضع أفضل من العمل في السوق الدولية. استخدام ISO 14001 يمكن أن تثبت مبتكرة وتطلعيه نهج العملاء والموظفين المحتملين. فإنه يمكن أن تزيد الأعمال إمكانية الوصول إلى عملاء جدد وشركاء الأعمال. في بعض الأسواق يمكن الحد من المسؤولية العامة تكاليف التأمين. فإنه يمكن أيضا أن يؤدي إلى تقليل الحواجز التجارية بين الشركات المسجلة. هناك اهتمام متزايد بما في ذلك شهادة ISO 14001 في المناقصات للشراكات بين القطاعين العام والخاص من أجل تجديد البنية التحتية.

## قائمة ISO 14000 سلسلة المعايير
- ISO 14001 نظم الإدارة البيئية - الاحتياجات الإرشادية للاستخدام
- ISO 14004 نظم الإدارة البيئية - المبادئ التوجيهية العامة بشأن التنفيذ
- ISO 14006 نظم الإدارة البيئية - المبادئ التوجيهية لإدماج ecodesign
- ISO 14015 الإدارة البيئية - البيئة تقييم مواقع المنظمات (EASO)
- ISO 14020 إلى 14025 البيئية الملصقات والإعلانات
- ISO/NP 14030 السندات الخضراء—الأداء البيئي ترشيح المشاريع والأصول؛ يناقش مرحلة ما بعد الإنتاج التقييم البيئي
- ISO 14031 الإدارة البيئية - تقييم الأداء البيئى - المبادئ التوجيهية
- ISO 14040 إلى 14049 الإدارة البيئية - تقييم دورة الحياة; يناقش مرحلة ما قبلالإنتاج التخطيط والبيئة في تحديد الهدف
- الأيزو 14046 الإدارة البيئية - البصمة المائية - مبادئ ومتطلبات التوجيهية
- ISO 14050 الإدارة البيئية - المفردات؛ المصطلحات والتعاريف
- ISO/TR 14062 الإدارة البيئية - إدماج الجوانب البيئية في تصميم وتطوير المنتجات
- ISO 14063 الإدارة البيئية - البيئة الاتصالات - المبادئ التوجيهية أمثلة
- ISO 14064 غازات الدفيئة؛ قياس، قياس، والحد من انبعاثات غازات الدفيئة
- ISO 19011 مبادئ توجيهية مراجعة إدارة أنظمة تحدد مراجعة البروتوكول لكل من 14000 و 9000 سلسلة معايير معا

## وصلات خارجية
https://www.iso.org/iso-14001-environmental-management.html